# Liberia na Letnich Igrzyskach Olimpijskich 1980
Liberię na Letnich Igrzyskach Olimpijskich 1980 miało reprezentować 9 zawodników: 7 mężczyzn i 2 kobiety, lecz reprezentacja pojawiła się tylko na ceremonii otwarcia, po czym zrezygnowała z uczestnictwa w zawodach sportowych.